# Guaifer de Salerno
Guaifer (de asemenea, Guaifar, Waifer, Waifar sau Guaiferio) (n. cca. 835 – d. 880) a fost principe longobard de Salerno de la 861 până la moarte.
Guaifer a fost fiul lui Daufer "cel Mut" și nepot al lui Daufer "Profetul" și a fost primul membru al familiei Dauferizilor care s-a instalat pe din Salerno, pe care familia respectivă l-a dominat nestingherită până în 977.
Sora lui Guaifer, Adelchisa, era căsătorită cu principele Sicard de Benevento și când acesta a fost asasinat, iar Radelchis I a uzurpat tronul beneventin, familia Dauferizilor a acordat ajutor în eliberarea lui Siconulf, fratele principelui ucis, și l-a sprijinit în războiul declanșat împotriva lui Radelchis, inclusiv proclamându-l principe de Salerno.  În 851, marele principat de Benevento a fost în mod oficial divizat între Benevento și Salerno de către împăratul Ludovic al II-lea. Fiul și succesorul lui Siconulf, Sico al II-lea a trecut sub controlul lui Peter, care, în decembrie 853, a primit recunoașterea imperială ca principe. Petru a fost succedat de fiul său, Ademar, însă domnia acestuia a fost una nepopulară și din 859, Capua, vasală salernitanilor, s-a separat, devenind independentă. În 861, lucrurile au evoluat așa încât Guaifer, conducând o răscoală populară împotriva lui Ademar, l-a eliminat pe acesta, după care l-a intemnițat și mai târziu chiar l-a orbit. Pentru a-și consolida poziția, Guaifer l-a exilat pe propriul său nepot, un alt Daufer. Toate aceste evenimente au fost considerate ca rebeliuni de către Ludovic al II-lea, însă, din fericire pentru Guaifer, împăratul era ocupat cu alte priorități la acea vreme.
La începutul domniei sale, era încă deschisă chestiunea Capuei, care, după mai multe evoluții, devenise independentă sub gastaldul și contele Landulf al II-lea, însă Guaifer a reușit să mențină noul principat sub stăpânirea salernitană. În acest context, Guaifer s-a căsătorit cu Landelaica, fiica lui Lando I de Capua, cu care a avut un fiu, viitorul Guaimar I, care i-a și succedat.
În 865, Guaifer a întemeiat mănăstirea de la San Massimo, unde el și urmașii săi au fost înmormântați, iar în 868 a oferit acesteia numeroase proprietăți și subsidii.
În pofida statutului său de principe creștin, el nu s-a aflat mereu în război cu musulmanii și, potrivit cronicarului Erchempert, chiar le-a acordat acestora foedus la un moment dat. Cu toate acestea, sarazinii i-au asediat cetatea de reședință în 871–872, fiind respinși.
Guaifer a fost nevoit să se retragă la mănăstirea din Montecassino în 880, unde a murit la puțină vreme.